# Ivan Řezáč (skladatel)
Ivan Řezáč (5. listopadu 1924 Řevnice – 26. prosince 1977 Praha) byl český hudební skladatel.

## Život
Ivan Řezáč byl synem spisovatelské dvojice Václava Řezáče a Emy Řezáčové. Byl všestranně nadaný, ale profesionálně se věnoval pouze hudbě. Studoval na Hudební a taneční fakultě Akademie múzických umění v Praze hru na klavír u Františka Raucha a skladbu u Václava Dobiáše. Na této škole pak působil jako pedagog až do své smrti.
V letech 1968–1976 byl ředitelem Symfonického orchestru hlavního města Prahy FOK. Pod jeho vedením orchestr absolvoval řadu uměleckých zájezdů do mnoha evropských zemí i do Spojených států.
Ve svých skladbách vychází z evropské hudební tradice. Významnou roli má propracované polyfonní myšlení. Zaslouženého uznání se mu dostalo až v posledních letech života. Mimo jiné získal v roce 1973 za Duo pro violoncello a klavír první cenu v soutěži Mouvement Beethoven. Mnoho jeho skladeb bylo vydáno na CD.
Jeho bratr, spisovatel Tomáš Řezáč, se stal agentem komunistické rozvědky (krycí jméno Repo). Ještě v 70. letech se Ivan distancoval od činnosti a politických postojů svého bratra i své matky a omezil s nimi osobní styk na minimum.

## Dílo

### Komorní hudba
- Preludium pro klavír (1956)
- Sonáta pro violoncello a klavír (1956)
- Sonáta pro klavír č. 2 (1957)
- Trio la minore pro housle, violoncello a klavír (1958)
- Čtyři nocturna pro violoncello a klavír (1959)
- Sonatina C-dur pro klavír (1959)
- Suché jehly. 6 klavírních skladeb (1961)
- Introdukce a Allegro pro klavír (1962)
- Capriccio pro varhany (1963)
- Duo pro violoncello a klavír (1964)
- Proměny pro violoncello a klavír (1965)
- Šest preludií pro klavír (1965)
- Andante pro varhany (1966)
- Sonatina pro klavír č. 2 (1966 )
- Sisyfova neděle pro klavír (1967)
- Torso Schumannova pomníku pro violu a klavír (1968)
- Smyčcový kvartet č. 2 (1970)
- Dechový kvintet (1971)
- Smyčcové trio (1971)
- Šest skladeb pro smyčce (1972)
- Nerovnosti pro housle a klavír (1972)
- Čtyři ritornely pro varhany sólo (1973)
- Musica da camera pro flétnu, hoboj, housle, violu a violoncello (1974)
- Šest historek pro violoncello a kytaru (1974)
- Trio pro lesní roh, housle a klavír (1975)
- Dechový oktet (1976)

### Orchestrální skladby
- Koncert pro klavír a orchestr č. 1 (1956)
- I. symfonie (1958)
- Předehra k Majakovského poémě „Správná věc“ (1959)
- II. symfonie (1960)
- Koncert pro klavír a orchestr č. 2 (1964)
- Návrat (symfonietta pro violoncello a orchestr) (1962)
- Koncert pro varhany, smyčce a bicí nástroje (1968)
- Koncert pro klavír a orhestr č. 3 (1973)
- Anděl na smetišti (1973)
- Kvadratura srdce pro smyčcové kvarteto a orchestr (1974)
- Koncert pro violu, cembalo a smyčcový orchestr (1977)
- Montáž pro komorní orchestr (1977)
- Vivace pro 77 hudebníků (1977)

### Vokální skladby
- Čtyři písně na texty Vítězslava Nezvala pro zpěv a klavír (1960)
- Kainar u vody. Cyklus písní pro bas a klavír (1967)
- Pan Theodor Mundstock (opera podle románu Ladislava Fukse, 1974)
- Závoj a slzy

### Filmová hudba
- Zkouška pokračuje(1959)
- Červnové dny (1961)
- Reportáž psaná na oprátce (1961)
- Letos v září (1962)
- Pět hříšníků (1964)